# Младен Радков
Младен Радков (17 юли 1960 г. – 31 май 2019 г.) е български футболист, играл като нападател от 1978 г. до 1993 г. През 15-годишната си кариера играе за Хебър (Пазарджик), Славия (София), португалските Олянензе и Лузитано де Евора, както и Пирин (Гоце Делчев).

## Кариера
Роден в Пазарджик, Радков израства в школата на местния футболен клуб Хебър, а през 1978 г. дебютира за първия състав. Три пъти поред става голмайстор на отбора в Б група – 17 гола в 39 мача през сезон 1979/80, 17 гола в 37 мача през 1980/81 и 25 гола в 38 мача през 1981/82.
През 1982 г. Радков преминава в Славия (София). За 6 сезона записва 145 мача с 40 гола за клуба в А група. Със Славия е бронзов медалист през сезон 1985/86. Балкански клубен шампион през 1986 и 1988 г. За Купата на УЕФА е изиграл 2 мача и е вкарал 2 гола за Славия.
През сезон 1988/89 отново защитава цветовете на родния Хебър, за който има общо 185 мача с 80 гола.
През 1989 г. Радков преминава в португалския Олянензе (12 мача с 1 гол). Между 1990 г. и 1992 г. защитава цветовете на друг португалски клуб – Лузитано де Евора (67 мача с 10 гола). Завършва кариерата си през 1993 г. в Пирин (Гоце Делчев).
През 2019 г. Радков умира от инфаркт на 58-годишна възраст в Тенерифе, Испания, където живее през последните години от живота си.

## Статистика по сезони
Включени са само мачовете от първенството.
| Сезон    | Отбор          | Първенство | Мачове | Голове |
| -------- | -------------- | ---------- | ------ | ------ |
| 1978/79  | Хебър          | Б група    | 35     | 9      |
| 1979/80  | Хебър          | Б група    | 39     | 17     |
| 1980/81  | Хебър          | Б група    | 37     | 17     |
| 1981/82  | Хебър          | Б група    | 38     | 25     |
| 1982/83  | Славия         | А група    | 22     | 6      |
| 1983/84  | Славия         | А група    | 23     | 5      |
| 1984/85  | Славия         | А група    | 26     | 10     |
| 1985/86  | Славия         | А група    | 30     | 12     |
| 1986/87  | Славия         | А група    | 21     | 7      |
| 1987/88  | Славия         | А група    | 23     | 0      |
| 1988/89  | Хебър          | Б група    | 36     | 12     |
| 1989/90  | Олянензе       | Сегунда    | 12     | 1      |
| 1990/91  | Лузитано Евора | Сегунда Б  | 34     | 6      |
| 1991/92  | Лузитано Евора | Сегунда Б  | 29     | 4      |
| 1992/ес. | Лузитано Евора | Сегунда Б  | 4      | 0      |
| 1993/пр. | Пирин (ГД)     | Б група    | ?      | ?      |

## Успехи
Славия
- Балканска купа –  Носител (2): 1986, 1988